# Ногайский батальон
Ногайский диверсионный батальон (или «ногайский джамаат») — террористическое ваххабитское структурное подразделение Кавказского фронта вилаята «Ногайская степь» (Ставропольский край) Кавказского эмирата.
В октябре 2007 года ведущий эксперт Института этнологии и антропологии РАН Ахмет Ярлыкапов в интервью «Кавказскому узлу» высказал мнение, что «Ногайского батальона в Ставропольском крае не существует, а само употребление понятия „ногайский батальон“ создает напряжённость и играет на руку сепаратистам… Когда одна ячейка сети ликвидируется, часть её остается. Очень трудно ликвидировать всю сеть. Это как раз и нужно понимать. Нет никакого батальона, а есть сетевая структура, которая охватывает весь Северный Кавказ. И об определённом лидерстве нельзя говорить в этой ситуации, потому что сама та организация, к которой пришло бандитское подполье, не предполагает наличия единоначальника».
Однако в 2011 году о ногайском джамаате вновь вспомнили в связи с терактом в аэропорту «Домодедово». Перед этим деятельность ногайского батальона заметно активизировалась: 17 августа 2010 года они устроили взрыв в Пятигорске, 30 сентября пытались привести в действие мощное взрывное устройство в Ставрополе, а 31 декабря произвели взрыв на территории Кузьминского лесопарка Москвы. Более активных действий не предпринимали.
2 февраля 2011 года Сергей Арутюнов, заведующий отделом народов Кавказа Института этнологии и антропологии Российской академии наук, член-корреспондент РАН, высказал мнение, что даже если какой-то батальон и существует, в нём едва ли более 20 человек.

## История
История формирования организации начинается со времён Второй чеченской войны, в самом конце 1990-х — начале 2000-х; тогда несколькими ногайцами, выходцами из Нефтекумского района — ачикулакскими ногайцами из Ачикулакского района была создана организация под непосредственным руководством Шамиля Басаева. Среди них было довольно много молодых людей, которые не по своей воле переселились из Шелковского района Чечни в результате войн, а другая часть которых была просто позже вытеснена с территории Чечни.
Среди известных лидеров — амир Ажмамбетов, амир Али Аминов.
Непосредственно участвовали во Второй чеченской войне, базировались у села Дуба-Юрт в начале 2000 года. Само подразделение было расквартировано в Шатое. На позиции же посменно уходили к воротам Аргунского ущелья. На конец 2006 года структурные подразделения джамаата имелись в трёх районах Ставропольского края — Нефтекумском, Левокумском и Степновском.

## Действия
По данным спецслужб России, боевики «Ногайского батальона» были причастны к серии произошедших в 2003 году терактов с использованием террористов-смертников (взрывам у здания оперативно-разыскного бюро МВД в Грозном 20 июня 2003 года и управления ФСБ в Магасе 15 сентября 2003 года), а также подрыву поезда в Ессентуках 3 сентября 2003 года.
Бой в поселке Степное Кизлярского района в 2004 году; тогда было убито и ранено несколько ОМОНовцев из Мурманска. В Кизляре в начале августа 2004 года были убиты 3 боевика батальона, в том числе его командир Улуби Елгушиев.
В мае 2005 года в Чечне в ходе спецоперации был уничтожен командующий батальоном Расул Тамбулатов.
9—10 февраля 2006 года в ауле Тукуй-Мектеб Нефтекумского района Ставропольского края произошёл бой с участием боевиков «Ногайского батальона». По некоторым сведениям, он продолжался до утра 11 февраля 2006 года. Потери боевиков составили 8 человек убитыми, противостоявшие им федеральные силы (МВД, ФСБ, а также бронетехника МО РФ) — 7 человек убитыми.
В январе 2011 года некоторые СМИ высказывали версию о причастности «Ногайского батальона» к теракту в аэропорту «Домодедово», однако следователи, расследовавшие это уголовное дело, пришли к выводу, что за взрывом стояла террористическая организация «Имарат Кавказ».
10 апреля 2012 года в городе Минеральные Воды были уничтожены 5 боевиков «нефтекумской банды», готовившей теракты на Ставрополье. Одновременно в селе Ачикулак Нефтекумского района были уничтожены 4 боевика той же группы.
10—14 мая 2012 года в Кизлярском районе Дагестана силовики провели крупную спецоперацию, в ходе которой уничтожили несколько боевиков, в том числе главарь «ногайской бандгруппы» Али Аминов.
С 2022 года есть информация о том, что данное формирование принимает участие в войне между Россией и Украиной на стороне последней. К этому может быть причастен Анвар Курманакаев из ногайской общественной организации "Ногай Эл".